# Turówka Stara
Turówka Stara – wieś w Polsce położona w województwie podlaskim, w powiecie suwalskim, w gminie Suwałki.
W latach 1975–1998 miejscowość administracyjnie należała do województwa suwalskiego.
Wieś znajduje się w pobliżu południowo-wschodniego krańca Jeziora Ożewo.